# Linia kolejowa Giemlice – Pszczółki Wąskotorowe
Linia kolejowa Giemlice - Pszczółki Wąskotorowe – linia kolejowa, która w latach 1905-1974 łączyła stację Giemlice ze stacją Pszczółki Wąskotorowe na której były prowadzone przeładunki na normalnotorową stację Pszczółki, wraz z liniami Gdańsk Wąskotorowy – Giemlice, Koszwały – Giemlice, Odrzygość – Koszwały i Koszwały - Stegna Gdańska (na odc. Koszwały - Lewy brzeg Wisły) stanowiła w latach 1905-1974 lewobrzeżną część Gdańskiej Kolei Dojazdowej. Linia stanowiła najkrótszy łącznik prawobrzeżnej części kolei z Gdańskiem.

## Historia
Linia została wybudowana przez spółkę Westpreußische Kleinbahnen Aktien-Gesellschaft (WKAG - Zachodniopruska Spółka Małych Kolei). Pod zarządem WKAG linia funkcjonowała do lutego 1945 roku. W ostatnich tygodniach Wojny linia została zatopiona wraz ze znaczną częścią Żuław. Zniszczeniu uległo również wiele obiektów inżynieryjnych.
W latach 1945–1950 prowadzono prace melioracyjne oraz naprawy zniszczonych torów. Ostatecznie linię zlikwidowano w latach 50. XX wieku.